# Éric Naulleau
Pour les articles homonymes, voir Naulleau.
Éric Naulleau, né le 11 mars 1961 à Baden-Baden (Allemagne de l'Ouest), est un essayiste, chroniqueur sportif et animateur de radio et de télévision français

## Biographie

### Jeunesse et études
Né le 11 mars 1961 à Baden-Baden (Allemagne de l'Ouest), d'un père représentant dans la parfumerie qui occupera par la suite d'importantes fonctions chez Dior et Nina Ricci et d'une mère professeure, Éric Naulleau déclare appartenir à une « classe moyenne issue d'une lignée de paysans et de militaires ».
À 15 ans, il a pour ami le journaliste Yves Calvi (ils sont élèves dans le même collège-lycée à Saint-Cloud),. Il poursuit ses études à la faculté de lettres à Nanterre où il obtient un diplôme d'études approfondies. Son mémoire s'intitule : Poétique des ruines chez quelques auteurs méconnus du XXe siècle.
Il fait par la suite un séjour en Bulgarie comme coopérant en tant que professeur de français, au milieu des années 1980. Il y rencontre en 1988 (à l'âge de 27 ans) une lycéenne (encore mineure lors de leur rencontre), Veronika Nentcheva. Leur relation commence des années plus tard, lorsqu'elle s'installe en France.

### Activités littéraires et culturelles

#### Condamnations judiciaires

##### Manœuvre frauduleuse
De retour en France, après avoir été un temps l'assistant parlementaire de Louis Perrein, sénateur socialiste du Val-d'Oise, il crée en 1993 une association destinée à l'édition, L'Esprit des Péninsules. Alors qu'il cherchait un nom pour cette association, Naulleau se souviendra d'une réflexion du romancier Yordan Raditchkov qui lui avait dit : « Ce qui nous unit aux Scandinaves, nous, les Balkaniques, c'est peut-être l'esprit des péninsules ».
L'Esprit des Péninsules devient, en 1998, grâce au financement de l'écrivain et musicien espagnol Rodrigo de Zayas, une SARL dont Éric Naulleau assure la gestion. 
En 2003, il dépose la marque "L'Esprit des Péninsules" à son nom, sans en informer son associé, ce qui lui vaut d'être condamné pour manœuvre frauduleuse, le jeudi 4 novembre 2010, par la cour d'appel de Paris.

##### Diffamation
En 2013, Éric Naulleau coécrit avec l'essayiste Alain Soral le livre Dialogues désaccordés sur le thème : « pourquoi vote-t-on Front national ? ». Par décision de justice, le livre est retiré de la vente en 2016, la cour d’appel de Paris ayant en effet condamné Éric Naulleau à retirer le livre de la vente, et à verser 17 000 € à Pierre Bergé : ce dernier avait intenté un procès pour les propos tenus à son encontre du dit ouvrage. Selon la plainte, Naulleau se serait rendu coupable de diffamation en évoquant l’orientation sexuelle de Pierre Bergé. L’essayiste avait en effet évoqué tout à la fois l’homosexualité et la pédophilie, le tout associant le nom de l’homme d’affaires.

#### Critique littéraire
En 2011, il postule au fauteuil no 30 de l'Académie française (il évoquera par la suite un canular). La même année, il est critique littéraire pour le magazine Paris Match.

#### Chronique culturelle
À partir de mars 2015, il tient une chronique culturelle, « J'ai le dernier mot », dans le magazine VSD.

#### Chroniqueur à la radio et à la télévision
En 2007, il remplace Michel Polac dans l'émission de Laurent Ruquier On n'est pas couché le samedi soir sur France 2, où il officie comme critique en compagnie d'Éric Zemmour. Sa participation à l'émission cesse à la fin de la saison 2010-2011.
À partir de novembre 2008, il est chroniqueur pour le quotidien Aujourd'hui Sport.
À partir de la rentrée de septembre 2010, Éric Naulleau remplace Pierre Lescure à la tête de Ça balance à Paris, émission qui l'avait révélé au grand public en tant que chroniqueur quelques années auparavant.
À partir de septembre 2011, il anime, en duo avec Éric Zemmour, Zemmour et Naulleau, un talk show hebdomadaire en seconde, puis en première partie de soirée sur Paris Première, rediffusé sur M6, les "deux Eric" retrouvent ensuite leurs rôles de polémiste, l'émission est alors animée par Valérie Brochard puis par Anaïs Bouton. De plus, il rejoint Stéphane Bern sur RTL dans l'émission À la bonne heure où il tient une chronique littéraire : « Pitié pour les arbres ».
Les 22 avril et 6 mai 2012, il anime, avec Xavier de Moulins, Nathalie Renoux et Éric Zemmour, deux soirées consacrées à l'élection présidentielle française de 2012, sur M6.
En septembre 2018, il intègre l'équipe de chroniqueurs de Balance ton post !, la nouvelle émission de Cyril Hanouna sur C8 diffusé tous les jeudis soirs.
À partir du 26 septembre 2019, il présente l'émission De quoi j'me mêle sur C8. D'abord programmée en troisième partie de soirée en direct le jeudi soir à 23 h 30, elle sera finalement diffusée en différé le samedi à 23 h. Entouré par trois chroniqueurs, Éric Naulleau sera désormais en concurrence avec On n'est pas couché, un autre talk-show qu'il connaît bien,. Début novembre, le polémiste Yann Moix rejoint la distribution du talk-show,.
Après le recrutement d'Éric Naulleau par C8, et sa présence au premier rang des meetings de campagne d'Éric Zemmour pour l'élection présidentielle française de 2022, qu'il justifie par son amitié et non comme un soutien politique, il fait l'objet de plusieurs critiques dont celle de Daniel Schneidermann.
Il participe en 2024 au cycle d'extrême droite le « Printemps de la liberté d'expression », à Perpignan.

### Vie privée
Eric Naulleau est marié à Veronika Nentcheva, traductrice, rencontrée en 1988 dans un lycée de Sofia (Bulgarie), alors qu'il enseignait le français. Il y rencontra pour la première fois sa future femme, alors que cette dernière est élève et mineure.
Il a deux fils, Tristan et Brian.

## Analyse et réactions

### Conceptions littéraires
Comme écrit Le Figaro littéraire : « À ceux qui vantent les gloires consacrées, [Éric Naulleau] oppose son goût de l'irrévérence pour démasquer ces auteurs à la mode qui aimeraient faire passer leurs textes pour de la grande littérature. » Dès lors, ses « cibles » sont des écrivains médiatiques dont Éric Naulleau dénonce « le réseau » et la connivence avec les critiques littéraires : Frédéric Beigbeder, Bernard-Henri Lévy, ou Patrick Besson et Philippe Sollers dont il souligne les traits d'écrivains moyens et leur influence au sein du milieu littéraire.

## Critiques et polémiques
La valeur littéraire des ouvrages de Naulleau est remise en question, notamment par Christophe Conte, journaliste aux Inrockuptibles, pour qui « (les) qualités d’écrivain (de Naulleau), hormis à travers les compliments qu'(il) ne manque jamais une occasion de (s)’administrer » sont sujettes à caution.
Enfin, indépendamment des polémiques créées lors de l'émission On n’est pas couché, les méthodes de Naulleau en tant que journaliste sont également critiquées par Mathias Reymond du site en ligne Acrimed qui lui reproche son « machisme » lors d'une émission avec la journaliste Erika Moulet.
Pendant la Guerre à Gaza, en novembre 2023 Éric Naulleau se fait le relais médiatique d'une fake news israélienne,, alors même que cette dernière a déjà été démystifée,,,,.

## Résumé de carrière

### Publications

#### Essais
- Petit déjeuner chez Tyrannie (suivi du Crétinisme Alpin écrit par Pierre Jourde), La Fosse aux ours, 2003  (ISBN 2912042585)
  - rééd. Le Livre de poche, 2004  (ISBN 9782253109693)
- Le Jourde & Naulleau. Précis de littérature du XXIe siècle, en collaboration avec Pierre Jourde, Mot et Cie, 2004  (ISBN 2913588549)
  - rééd. remaniée et augmentée, Mango, 2008  (ISBN 2913588964)
  - rééd. remaniée et augmentée, Chiflet et Cie, 2015  (ISBN 978-2351642252)
  - rééd. poche, éditions Points, 2016  (ISBN 978-2757856444)
- Au secours, Houellebecq revient !, en collaboration avec Christophe Absi et Jean-Loup Chiflet, Chiflet et Cie, 2005  (ISBN 275560039X)
- La Situation des esprits, en collaboration avec Jean-Philippe Domecq, La Martinière, 2006  (ISBN 2846751870)
  - rééd. Pocket, coll. « Agora », 2012  (ISBN 978-2266219723)
- Pourquoi le Football, Klincksieck, coll. « 50 questions », 2006  (ISBN 2252035714)
- Parkeromane, Jean-Claude Gawsewitch Éditeur, 2010  (ISBN 2350132137), réédité chez Belfond en 2015  (ISBN 2714470815)
- Pourquoi tant d'E.N. ? Chroniques et polémiques, Jean-Claude Gawsewitch Éditeur, 2012  (ISBN 978-2350133836)
- Dialogues désaccordés. Combat de Blancs dans un tunnel en collaboration avec Alain Soral, Éditions Blanche, 2013  (ISBN 978-2755612745)
- Quand la coupe déborde, Stock, 2018  (ISBN 978-2-234-08516-9)
- La gauche réfractaire, avec Michel Onfray, Bouquins, 2022
- La faute à Rousseau,  Éditions  Léo Scheer, 2023.
- La République c'était lui ! Grandeur et déchéance du camarade Mélenchon, Éditions Léo Scheer, 2024

#### Préfaces
- Pierre Dac. Mes meilleures pensées, Le Cherche midi, 2010  (ISBN 2749118352)
- Petit traité des vertus réactionnaires d'Olivier Bardolle, L'Éditeur, coll. « Littératures », 2010  (ISBN 2362010066)
- Feu rouge de Maxim Kantor, Louison éditions, 2016  (ISBN 9791095454007)
- Le Hollandais volant de Youri Maletski, Louison éditions, 2016  (ISBN 9791095454014)
- Soyez comme des enfants de Vladimir Charov, Louison éditions, 2016  (ISBN 9791095454083)
- Hacke-Moi si tu peux de Florent Curtet, Le Cherche midi, 2023  (ISBN 9782749174723)

#### Textes
- Bulgares, textes sur photographies de Jacko Vassilev, Contrejour, 1994  (ISBN 2859491597)
- « Journal d'un critique de la critique », L'Atelier du Roman, no 27, La Table Ronde, 2001  (ISBN 2710324350)
- un texte dans Les Uns, les autres, collectif, éditions Robert Laffont, 2018  (ISBN 9782221199046)

#### Romans
- Ruse, Albin Michel, 2020,  (ISBN 9782226449320)

#### Traductions
- Le Cœur dans la boite en carton, de Svetoslav Minkov et Konstantin Konstantinov, traduction du bulgare en collaboration avec Krassimir Kavaldjiev, L'Esprit des Péninsules, coll. « Balkaniques », 1998  (ISBN 2-91043546-6)
- La Prose géorgienne des origines à nous jours, choix présentation et traduction collective, L'Esprit des péninsules/UNESCO, 1998  (ISBN 2-91043535-0)
- L'Épopée du livre sacré, d'Anton Dontchev, traduction du bulgare en collaboration avec Veronika Nentcheva, Actes Sud/L'Esprit des péninsules, 1999  (ISBN 2-74272327-7)
- Le Pentateuque ou les cinq livres d'Isaac, d'Angel Wagenstein, traduction du bulgare en collaboration avec Veronika Nentcheva, L'Esprit des péninsules, coll. « Balkaniques », 2000  (ISBN 2-91043590-3)
- Abraham le poivrot, d'Angel Wagenstein, traduction du bulgare en collaboration avec Veronika Nentcheva, L'Esprit des Péninsules, coll. « Balkaniques », 2002  (ISBN 2-84636032-4)
- À la cantine, de Ike Eze-Anyika, traduction de l'anglais en collaboration avec Rodrigo de Zayas, L'Esprit des Péninsules, coll. « L'Europe est un », 2002  (ISBN 2-84636022-7)
- Quelque part dans les Balkans II, de Sevda Sevan, traduction du bulgare en collaboration avec Marie Vrinat, L'Esprit des Péninsules, coll. « Balkaniques », 2002  (ISBN 2-84636021-9)

### Activités audiovisuelles

#### Parcours à la radio
- 2005-2007 : collaborateur de l'émission J'ai mes sources animée par Colombe Schneck sur France Inter
- 2011-2012 : chroniqueur littéraire dans l'émission À la bonne heure animée par Stéphane Bern sur RTL
- 2013-2014 : intervenant régulier dans l'émission On refait le monde sur RTL
- Été 2013 : coanimateur de l'émission On revit le match sur RTL, avec Thierry Chèze
- 2015-2023 : chroniqueur littéraire et cinématographique sur Sud Radio en compagnie de Christine Bouillot
- 2024 : On marche sur la tête sur Europe 1 : chroniqueur

#### Émissions télévisées

##### Animateur
- 2008-2010 : Starmag sur TPS Star
- 2010-2019 : Ça balance à Paris sur Paris Première
- 2011-2022 : Zemmour et Naulleau devenu Restons Zen en 2021 sur Paris Première et M6
- 2012 : deux soirées consacrées à l'élection présidentielle française de 2012, sur M6 avec Nathalie Renoux
- 2016 : Bertrand Chameroy retourne la télé sur W9, avec Erika Moulet
- 2018-2022 : Balance ton post ! sur C8 : Joker de Cyril Hanouna
- 2019-2020 : De quoi j'me mêle sur C8.

##### Chroniqueur
- 2005-2007 : J'ai mes sources sur France Inter
- 2005-2007 : Ça balance à Paris sur Paris Première
- 2007-2011 : On n'est pas couché sur France 2
- 2009 : D@ns le texte sur Arrêt sur images TV
- 2010-2013 : Le Match des experts sur France 3
- 2011-2012 : À la bonne heure sur RTL
- 2018-2022 : Balance ton post ! sur C8
- 2018 : Les Terriens du dimanche ! sur C8 (2 fois)
- 2019-2020 et 2023 : Touche pas à mon poste ! sur C8.
- 2024-2025 : Pascale, Éric, Yann et les autres sur C8

## Prix et distinctions

### Prix
- Prix de la traduction de l'Unesco 2004 avec Veronika Nentcheva pour Abraham le poivrot, d'Angel Wagenstein[42],[43].
- Prix du livre incorrect 2013 pour Pourquoi tant d'E.N. ?[44].

### Distinctions
- Chevalier de l'ordre des Arts et des Lettres (promotion janvier 2005[45])
- Éric Naulleau est membre de l'Académie Alphonse Allais depuis janvier 2022.[réf. nécessaire]